# Mejni prehod za mednarodni promet Holmec
Mednarodni mejni prehod Holmec  je bil do 20. decembra 2007 mejni prehod med Slovenijo in Avstrijo in se nahaja na relaciji Prevalje–Pliberk, ki sta od mejnega prehoda oddaljena 8 in 4 kilometre posamično.
Leta 1991, med slovensko osamosvojitveno vojno, je bil mejni prehod prizorišče večjega spopada.
- Mednarodni mejni prehod Holmec pred rušenjem
- Spominska plošča dvema policistoma, padlima v spopadu za mejni prehod Holmec med slovensko osamosvojitveno vojno